# New Born
«New Born» es una canción de la banda inglesa de rock alternativo Muse. Fue lanzada como el segundo sencillo del álbum Origin of Symmetry. También aparece en los distintos conciertos registrados en los álbumes Hullabaloo, Absolution Tour y H.A.A.R.P. Fue usada en la banda sonora de la película Alta tensión (2003).
La canción también fue lanzada en formato EP el 5 de junio de 2001, aunque solo en Grecia y Chipre por Columbia Records.

## Composición
«New Born» está en el tono de Em. Comienza con un arpegio de piano con acordes de la escala de Em. A la siguiente vuelta entra el bajo, que hace un contrapunto usando las quintas y las cuartas de los acordes, y después se suma la voz de Matt y la batería.
Después de varias vueltas, entra un riff distorsionado de guitarra y a partir de ahí la canción adopta un tono más pesado, aunque usando la misma base de acordes que en el inicio. Más adelante la canción muestra nuevas partes, como los coros y un solo de guitarra con un pedal Whammy.
Los instrumentos están afinados en Drop D. El tempo de la canción es relativamente rápido, con la intro a 147 bpm, progresivamente aumentando a 153 bpm.

## Significado
Al igual que muchas de las canciones del álbum Origin of Symmetry, «New Born» está fuertemente influenciada por el avance de la tecnología, la aparición de Internet en los hogares, y la paradoja de que cada vez estemos menos conectados entre nosotros.
Bellamy explicó: «Mi temor es que no podamos controlarla (la tecnología) porque se está moviendo más rápido que nosotros, así que las canciones me colocan en un lugar en el futuro donde el cuerpo ya no es importante y todos están conectados a una red. La primea línea es 'link it to the world', por lo que es conectarte a ti mismo a una escala mundial y nacer en otra realidad».

## Versiones en vivo
New Born ya era tocada en algunos conciertos incluso antes de que saliera al público como sencillo de su segundo álbum, Origin of Symmetry, tal como es el caso de conciertos como Bizarre Festival, Eurockéennes o Glastonbury del 2000.
Poco después de que la canción saliera como sencillo, Matt añadió un arreglo melódico a la introducción de piano que estaba en el acorde de C. Matt también suele tocar la intro más rápido, como puede verse en el concierto de Wembley de 2007. Otra característica es que en años posteriores Matt también comenzó a tocar el solo de guitarra con tapping.

## Lista de canciones
Todas las canciones escritas y compuestas por Matt Bellamy. 
| CD1 |                      |          |  |
| N.º | Título               | Duración |  |
| 1.  | «New Born»           | 6:05     |  |
| 2.  | «Shrinking Universe» | 3:30     |  |
| 3.  | «Piano Thing»        | 2:55     |  |

| CD2 |                          |          |  |
| N.º | Título                   | Duración |  |
| 1.  | «New Born»               | 6:05     |  |
| 2.  | «Map Of Your Head»       | 4:01     |  |
| 3.  | «Plug In Baby» (en vivo) | 3:51     |  |

| Vinilo de 7" |                                     |          |  |
| N.º          | Título                              | Duración |  |
| 1.           | «New Born»                          | 6:05     |  |
| 2.           | «Pink Ego Box» (remix instrumental) |          |  |